# Maddison Brown
Pour les articles homonymes, voir Brown.
Maddison Brown, est une actrice et mannequin australienne née le 23 avril 1997 à Sydney (Australie).
Elle est connue pour son rôle de Kirby Anders dans la série télévisée américaine Dynastie, reboot du célèbre feuilleton télévisé Dynastie, diffusé entre 1981 et 1989 sur ABC.

## Biographie

### Carrière
Elle est dans le mannequinat depuis l'âge de 16 ans.
En 2016, elle interprète le rôle de Lily dans le film Strangerland de Kim Farrant aux côtés de Nicole Kidman, Joseph Fiennes et Hugo Weaving.

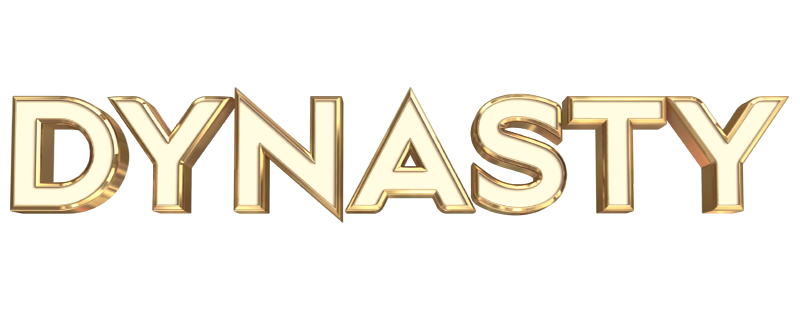
Logo de la série télévisée Dynastie.

Le 14 août 2018, elle rejoint le casting principal de la série Dynastie développée par Josh Schwartz, Stephanie Savage et Sallie Patrick (en), reboot du célèbre feuilleton télévisé, Dynastie créé par Esther et Richard Shapiro (en), diffusé entre 1981 et 1989 sur ABC. Elle incarne le rôle de Kirby Anders à partir de la deuxième saison, aux côtés de Elizabeth Gillies, Rafael de La Fuente, Grant Show et Alan Dale. La série est diffusée depuis le 11 octobre 2017 sur The CW.

### Vie privée
D'octobre à novembre 2019, elle est sortie brièvement avec l'acteur australien Liam Hemsworth,.

## Filmographie
Sauf indication contraire, les informations mentionnées dans cette section peuvent être confirmées par la base de données cinématographiques IMDb,  présente dans la section « Liens externes ».

### Cinéma
- 2015 : Strangerland de Kim Farrant : Lily

### Télévision

#### Séries télévisées
- 2004 : Phénomène Raven : une mannequin (saison 2, épisode 8)[Information douteuse]
- 2016 : The Kettering Incident (en) : Anna Macy, jeune (7 épisodes)
- 2018-2022 : Dynastie : Kirby Anders (rôle principal depuis la saison 2 - 43 épisodes)

#### Téléfilms
- 2004 : Go Big de Tony Tilse : Gina, jeune